# Jan B. Poulsen
Jan Børge Poulsen (ur. 23 marca 1946 w Store Heddinge, Dania) – duński piłkarz, grający na pozycji pomocnika, trener piłkarski.

## Kariera piłkarska

### Kariera klubowa
W 1969 rozpoczął karierę piłkarską w Boldklubben Frem. W 1976 przeszedł do Store Heddinge BK, w którym zakończył karierę piłkarza w roku 1978.

## Kariera trenerska
Po zakończeniu kariery piłkarza rozpoczął pracę szkoleniowca. Najpierw trenował duńskie kluby Store Heddinge BK i Køge BK. W 1990 dołączył do sztabu szkoleniowego narodowej reprezentacji Danii, z którą zdobył mistrzostwo Europy. Potem pracował z młodzieżową reprezentacją Danii oraz Singapurem. W 2004 prowadził FC Bornholm, a potem drużynę juniorów Lyngby BK. Od 2006 do 2007 trenował młodzieżową reprezentację Jordanii. W styczniu 2008 został mianowany na stanowisko selekcjonera narodowej reprezentacji Armenii, którą prowadził do 30 marca 2009 roku. Od 2010 do 2012 stał na czele reprezentacji Tanzanii. Potem trenował kluby Solrød FC i Haslev FC.

## Sukcesy i odznaczenia

### Sukcesy trenerskie
reprezentacja Danii (jako asystent)
- mistrz Europy: 1992